# Melrose Place (6. évad)

## Főszereplők
- Linden Ashby – Dr. Bret Cooper szerepében.
- Thomas Calabro – Dr- Michael Mancini szerepében.
- David Charvet – Craig Field szerepében.
- Rob Estes – Kyle McBride szerepében.
- Brooke Langton – Samantha Reilly szerepében.
- Jamie Luner – Lexi Sterling szerepében.
- Alyssa Milano – Jennifer Mancini szerepében.
- Lisa Rinna – Taylor McBride szerepében.
- Kelly Rutherford – Megan Lewis Mancini szerepében.
- Andrew Shue – Billy Campbell szerepében.
- Jack Wagner – Dr. Peter Burns szerepében.

## Special Guest Star
- Heather Locklear – Amanda Woodward szerepében.

## Special Appearance by
- Doug Savant – Matt Fielding szerepében (csak a 166. epizódban).

## Külső hivatkozások
- Melrose Place